# Mohammed Waad
Mohammed Waad (en arabe : محمد وعد), né le 18 septembre 1999 à Bagdad, est un footballeur international qatarien qui évolue au poste de milieu défensif au Al-Sadd SC.

## Biographie

### Carrière en club
Né à Bagdad en Irak, Mohammed Waad est formé à l'Al-Sadd SC, où il commence sa carrière professionnelle, connaissant ensuite plusieurs prêts, entre autres au CyD Leonesa en Espagne.
De retour au club d'Al-Sadd, il s'impose comme titulaire sous l'égide de Xavi.

### Carrière en sélection
Mohammed Waad honore sa première sélection avec l'équipe nationale du Qatar le 13 novembre 2020, lors d'un match nul 1-1 en amical contre le Costa Rica.
Le 11 novembre 2022, il est sélectionné par Félix Sánchez Bas pour participer à la Coupe du monde 2022